# Saint Ann (Aruba)

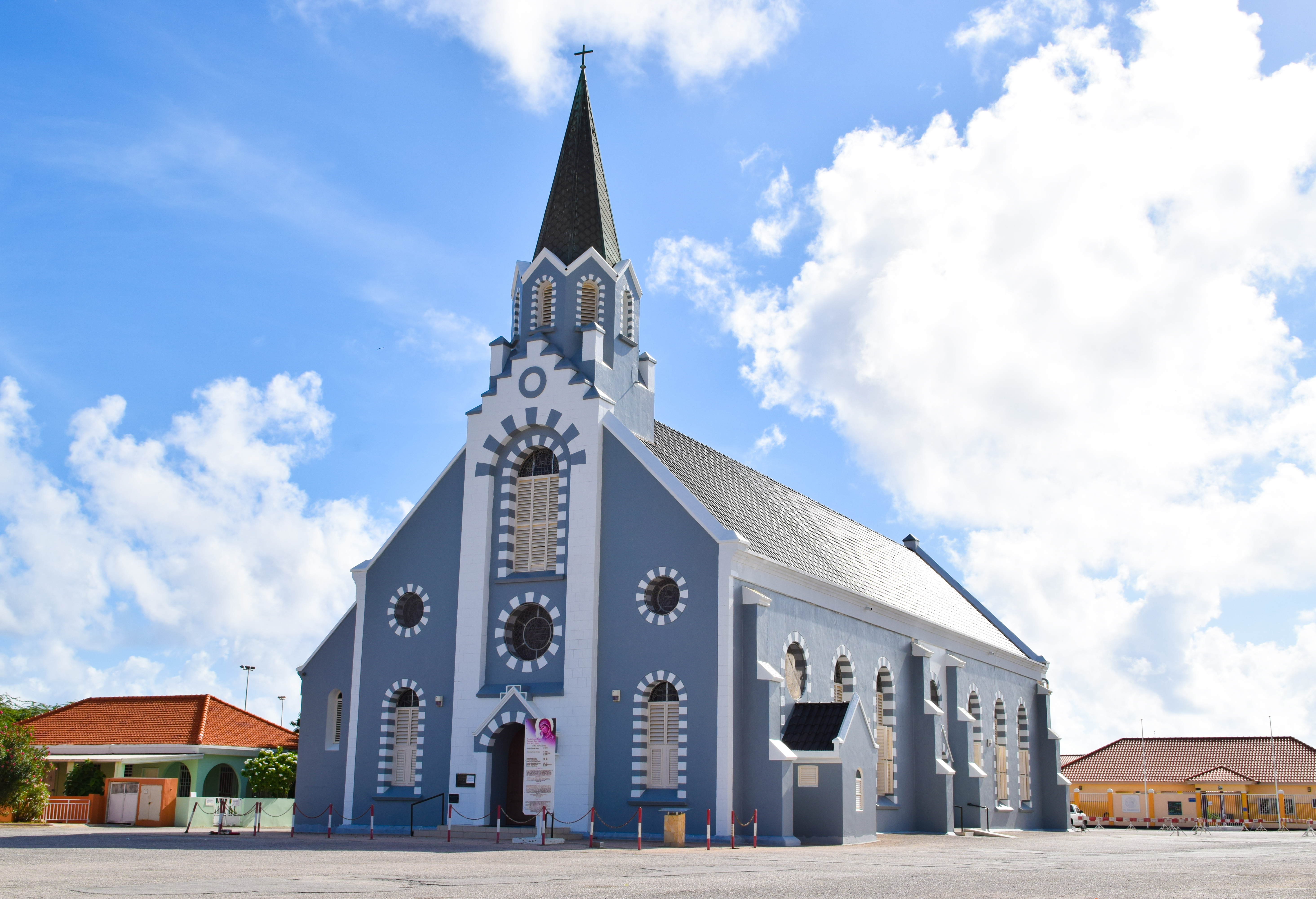
Kirche Saint Ann (2020)

Saint Ann (auch bekannt als St Ann’s Church) ist eine römisch-katholische Kirche in der Hauptstadt Oranjestad auf der Insel Aruba. Sie ist dem Patrozinium Annas, der legendären Mutter Mariens, der Mutter Jesu, unterstellt.

## Geschichte

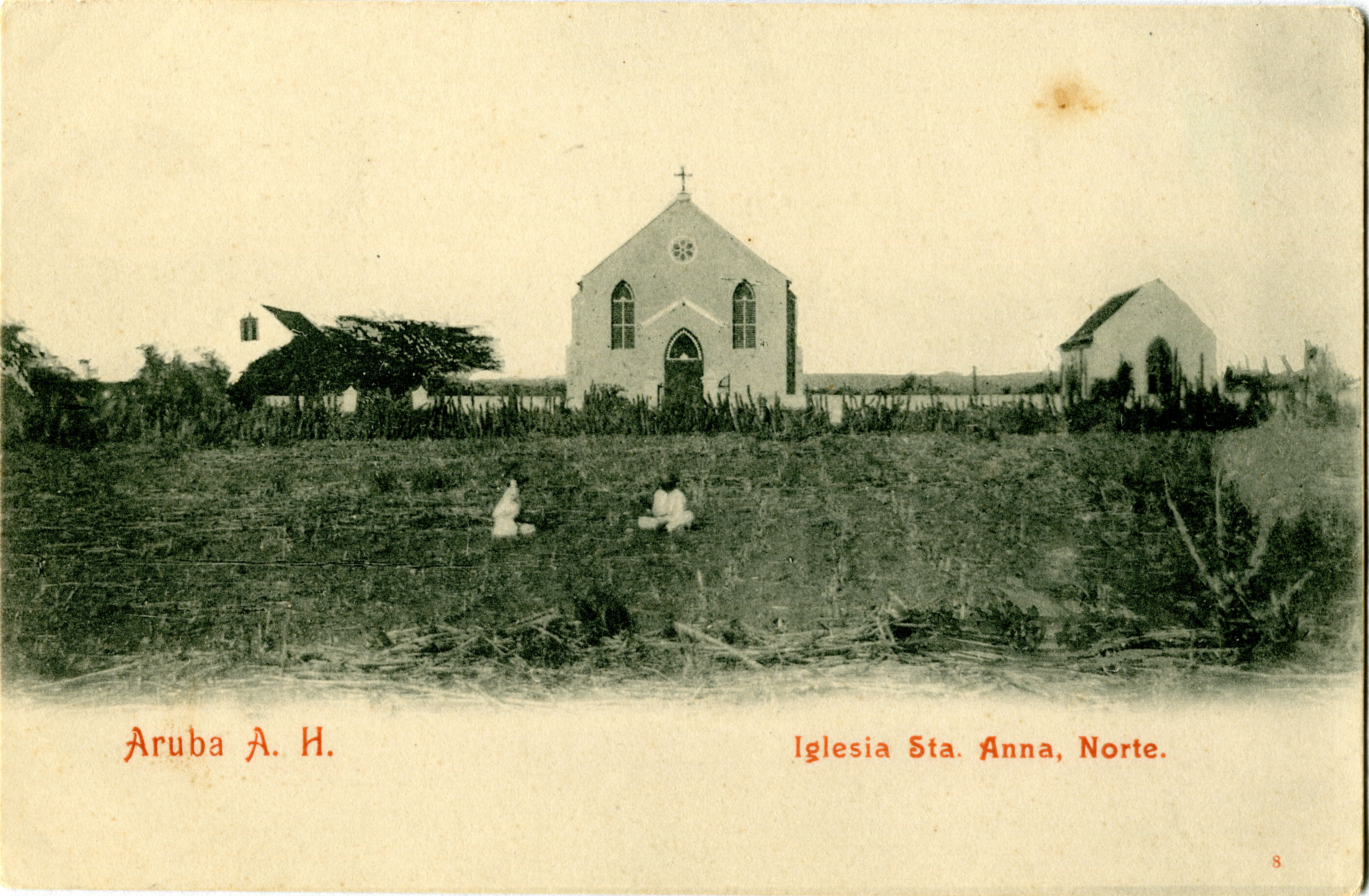
Kirche Saint Ann in Noord (ca. 1903)

Die ursprüngliche Kirche Saint Ann befand sich an der Stelle der heutigen Alto-Vista-Kapelle. Nachdem die ehemalige Kirche im Norden der Insel aufgegeben worden war, wurde 1914 in Oranjestad eine neue und größere Saint-Ann-Kirche gebaut. Sie wurde 1919 vom Bischof von Willemstad Wilhelm Michel Ellis geweiht.
Die Kirche ist der zweitwichtigste religiöse Treffpunkt der römisch-katholischen Kirchengemeinde auf Insel nach der Alto Vista Kapelle in Noord.

## Einrichtung

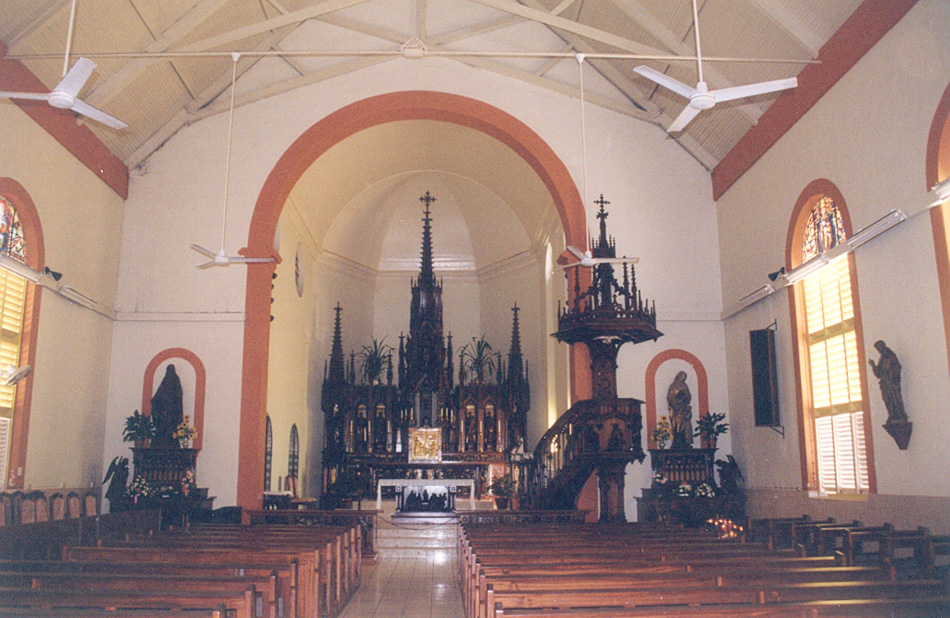
Innenraum der Kirche

Der aus Eichenholz geschnitzte Altaraufsatz in der Saint Ann ist ein Beispiel der neo-gotischen Skulpturenschnitzerei. Die Holzarbeiten wurden 1870 von Hendrik van der Geld in den Niederlanden in der Provinz Nord-Brabant gefertigt und befanden sich zuerst in der St. Antonius-Abtei in Scheveningen. Als die Abtei 1928 umgestaltet wurde, spendete die Abtei den Altar, die Kommunionbank und die Kanzel der niederländischen Antillen-Mission, die die Kunstwerke an die Kirche Saint Ann auf Aruba weiter gab. Eine Renovierung der Kirche fand im Jahr 2002 statt.

## Sturmschaden
Am 25. August 2011 verursachte ein tropischer Wirbelsturm am frühen Morgen schwere Schäden am Dach der Saint-Ann-Kirche und anderen Gebäuden auf Aruba. Der historische Altar, die Kommunionbank und Kanzel blieben unbeschädigt, obwohl das Dach durch die starken Winde aufgerissen wurde. Die Kirche wurde in Folge geschlossen. Die Kirche wurde inzwischen renoviert und der Dachstuhl erneuert.

## Trivia
Die Gottesdienste werden in Aruba-Papiamento und englischer Sprache gehalten.